# Hojšín (Neustupov)
Hojšín (Duits: Hoischin of Hoischin bei Neustupau) is een Tsjechische plaats in de gemeente Neustupov, regio Midden-Bohemen, en maakt deel uit van het district Benešov. Het dorp ligt op 3,5 kilometer afstand van Neustupov.
Hojšín telt 9 inwoners (2021).

## Geschiedenis
De eerste schriftelijke vermelding van het dorp dateert van 1620.
Sinds 1960 is Hojšín ondergebracht bij het district Benešov.

## Verkeer en vervoer

### Autowegen
Er leidt een regionale weg naar het dorp.

### Spoorlijnen
Er is geen station in Hojšín. Het dichtstbijzijnde station is in Votice, op zo'n 13,5 kilometer afstand. Dat station ligt aan spoorlijn 220 van Praag naar Tábor.

### Buslijnen
Er is geen bushalte in het dorp. De dichtstbijzijnde bushalte is in Chlístov, op één kilometer afstand:
| Halte             | Lijn(en) | Traject(en)       | Vervoerder(s)       |
| ----------------- | -------- | ----------------- | ------------------- |
| Neustupov, Hojšín | 456      | Pojbuky - Miličín | BusLine jižní Čechy |